# Mahmud Bayazidi
Mahmud Bayazidi oder Mehmûdê Bazîdî (* 1797 in Doğubeyazıt, Provinz Ağrı; † 1859) war ein kurdischer Schriftsteller. Er begann sein Studium der Literatur mit dem Lesen des Korans und der Lektüre von arabischer, persischer und türkischer Literatur. Später ging er nach Täbriz, um sein Studium fortzusetzen. Nach dem Ende seines Studiums kehrte er nach Doğubeyazıt zurück und wurde Lehrer. Nach dem Fall des kurdischen Fürstentums von Beyazid ging er nach Erzurum.

## Werke
1856 fragte der russische Akademiker A. Dorne den russischen Konsul in Erzurum, August Jaba, nach Mitarbeitern, die kurdische Schriften übersetzen konnten. Bayazidi half daher A. Dorne, kurdische Schriften über Kultur, Sprache und Geschichte für die Russische Akademie der Wissenschaften in Sankt Petersburg zu gewinnen. So edierte Bayazidi 1858–1859 das Kurdisch-Arabisch-Persische Grammatikbuch von Ali Taramokhi, eines kurdischen Schriftstellers aus dem 15.–16. Jahrhundert. Bayazidi schrieb ein Buch mit 3.000 Redewendungen, die Einblick in das Leben der Kurden in der damaligen Zeit gewährten. Dieses Buch wurde 1880 von Jaba ins Französische übersetzt. Aus den Kommentaren von Jaba geht hervor, dass Bayazidi ein Buch über moderne kurdische Geschichte (von 1785 bis 1858) geschrieben hatte, das bis auf die französische Übersetzung des Vorwortes aber verloren ging.
Jaba und Bayazidi sammelten mehr als 50 Bände alter kurdischer Handschriften, die jetzt in der Bibliothek der Universität von St. Petersburg lagern. Darunter sind Werke von Feqiyê Teyran, Malaye Bate, Melayê Cezîrî und Mem û Zîn von Ehmedê Xanî. 1961 gab M. B. Rudenko ein Sammelband dieser Schriften raus.
1858–1859 schrieben Bayazidi und Jaba das erste Kurdisch-Französische und Französische-Kurdische Wörterbuch und veröffentlichten es 1879. In der gleichen Zeit übersetzte Bayazidi das Şerefname von Şerefhan vom Persischen ins Kurdische.

## Bücher
- Mem û Zîn, Eine Übersicht in Kurmandschi mit einer französischen Übersetzung von Alexandre Jaba, Paris, 1989.
- Adat u rasumatname-ye Akradiye, („Traditionen und Bräuche der Kurden“), Original ist in Kurmandschi mit osmanischer Schrift, übersetzt und veröffentlicht auf Russisch 1963 in Moskau von M. B. Rudenko.
- Tavarih-i kadim-i Kurdistan; perevod Saraf-hana Bidlisi s persidskogo âzyka na kurdskij âzyk;(kurdische Übersetzung des Şerefname von Şerefhan) Moskau 1986.